# Mariner (videogioco)
Mariner è un videogioco arcade del 1982 realizzato dalla software house canadese Amenip. Venne distribuito negli Stati Uniti d'America da US Billiards come 800 Fathoms.

## Modalità di gioco
Il giocatore controlla un sottomarino e deve guidarlo attraverso un fondale scorrevole, combattendo i terrori subacquei lungo il tragitto. Tale mezzo è in grado di sparare comuni proiettili e sganciare dei siluri; ogni arma ha il suo pulsante. Il giocatore deve evitare di scontrarsi con il fondale e altri nemici, mantenendo allo stesso tempo la sua limitata riserva di carburante, che diminuisce gradualmente. È possibile acquisire più benzina distruggendo gli appositi serbatoi.
Un livello di Mariner è diviso in cinque sezioni, ciascuna con uno stile diverso di fondale e vari ostacoli. Non c'è interruzione tra ogni sezione; il gioco scorre senza soluzione di continuità nel nuovo fondale. I punti vengono assegnati in base alla durata della sopravvivenza, nonché per la distruzione di nemici e serbatoi di carburante. Alla fine di ogni sezione, il giocatore deve affrontare un boss (il grande sottomarino). Una volta raggiunti questi obiettivi, una bandiera che indica le missioni completate viene visualizzata in basso a destra dello schermo. La sessione quindi si ripete, tornando alla prima sezione con un leggero aumento della difficoltà.

## Cloni
L'anno antecedente a Mariner esce Battle of Atlantis, titolo sviluppato da Comsoft e pubblicato da Game World. Il tema e il gameplay sono gli stessi, solo che il sottomarino può sparare colpi verso l'alto o verso il basso a seconda della direzione in cui viene spinto il joystick. Inoltre non può rifornirsi di carburante, e nonostante sul fondale siano presenti dei serbatoi, il giocatore li distrugge solo per ottenere punti. E infine non prevede degli scontri con un boss.